# Coco

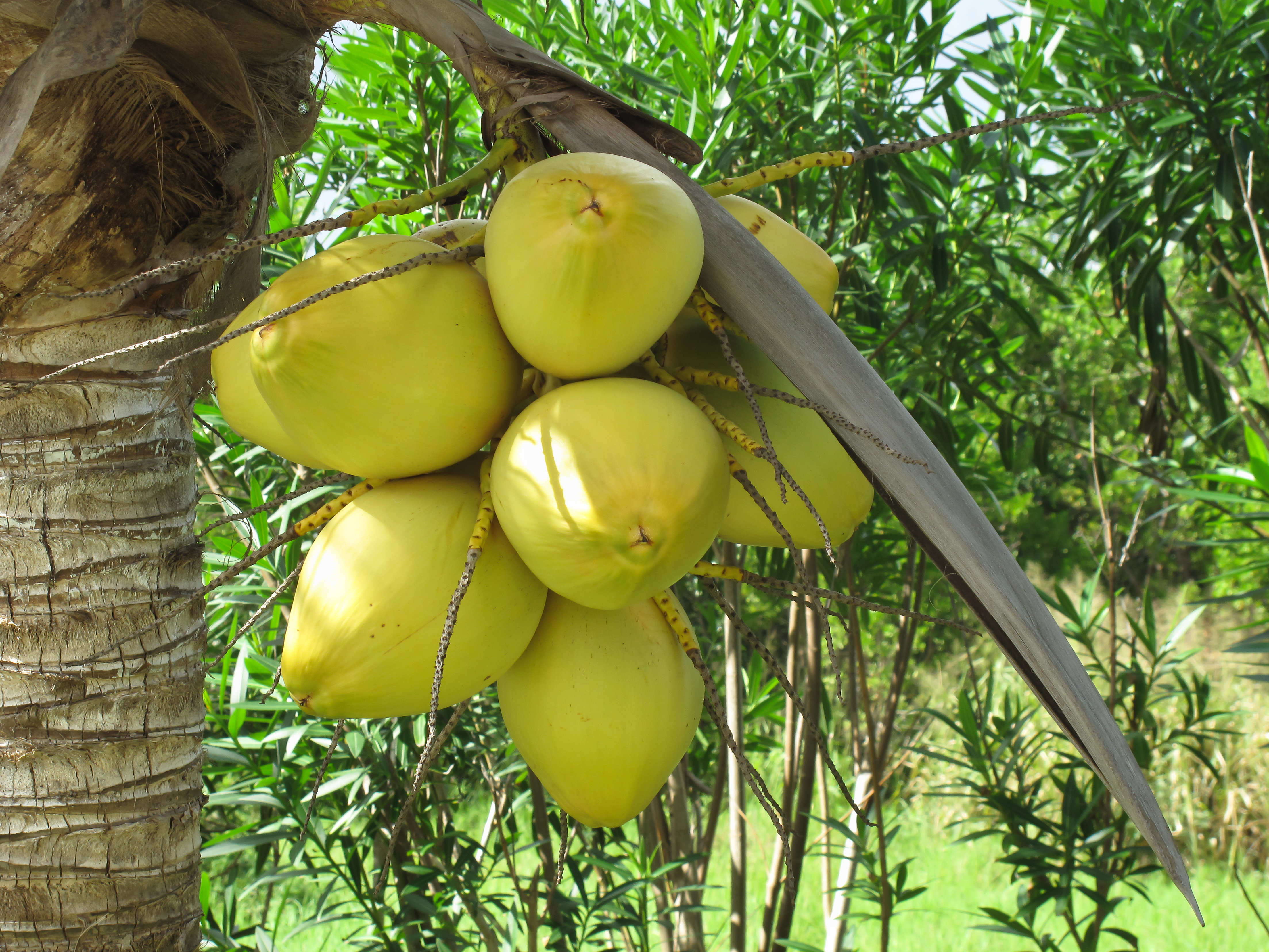
Cocos a Quintana Roo, Mèxic

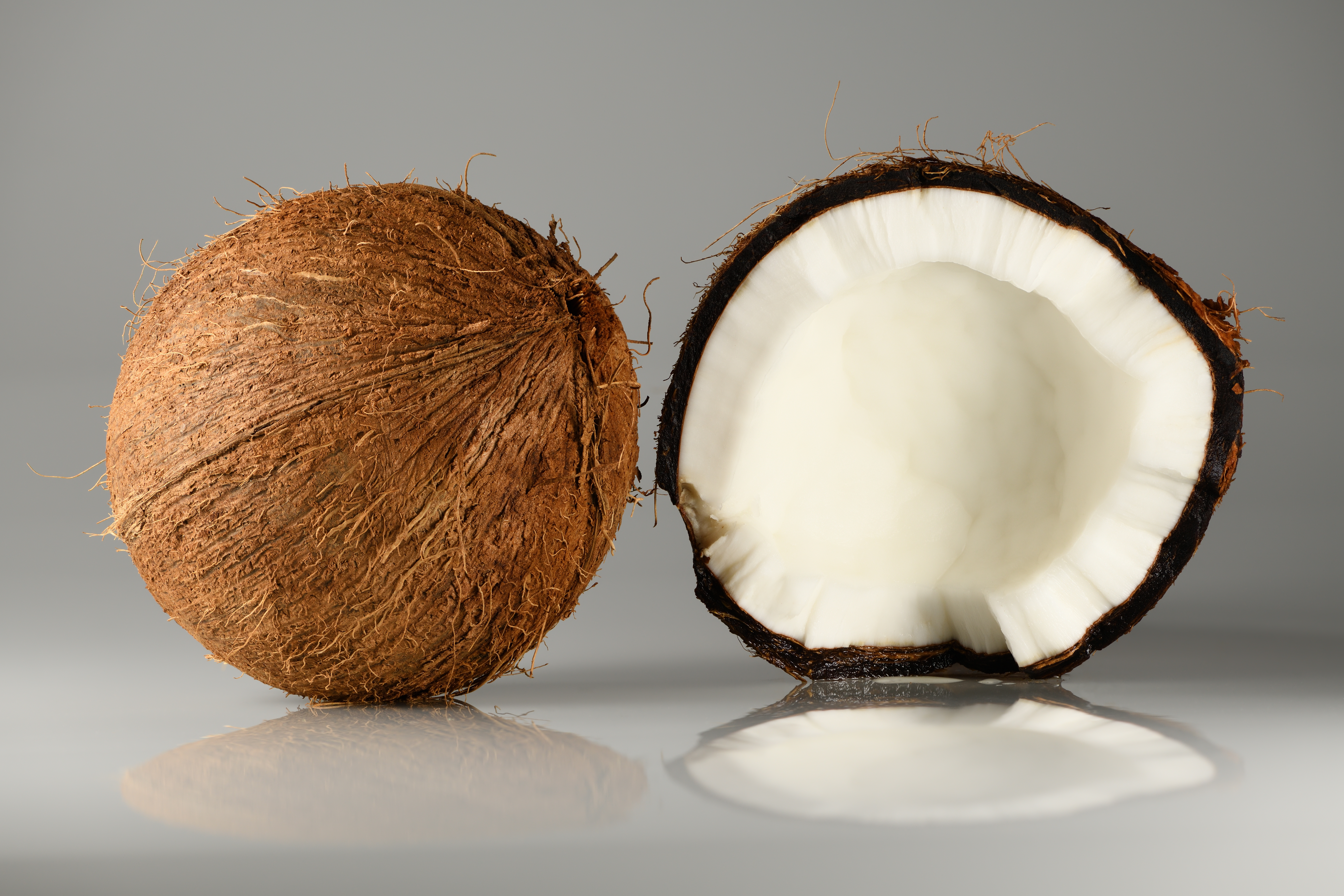

El coco és una fruita tropical obtinguda del cocoter (Cocos nucifera), la palmera més conreada a nivell mundial. Té una pela exterior gruixuda (epicarpi), un mesocarpi fibrós i un altre interior dur, filós i marró (endocarpi) que té adherida la polpa (endosperma), que és blanca i aromàtica. Fa de 20 a 30 cm i arriba a pesar 2,6 kg. Es tracta en realitat d'una fruita de closca, tot i que el seu consum habitual sigui fresc, com una fruita.
El principal producte exportat des de les diferents zones de cultiu és la copra sense processar, seguida del coco dessecat. En certs països europeus, troba millor sortida el coco fresc; el protagonista indiscutible de fires i revetlles i d'ús comú en múltiples preparacions de rebosteria artesana i industrial. El mercat més interessant tant a Àsia com a Europa i Amèrica del Nord és el de l'aigua de coco envasada; de gran acceptació i demanda creixent. L'aigua de coco no s'ha de confondre amb la llet de coco, ja que la llet de coco s'obté esprement la polpa i l'aigua de coco es troba naturalment en la cavitat interior.
El nom coco prové de l'era dels descobriments, doncs als exploradors portuguesos que el portaren a Europa la seva superfície marró i peluda els recordava les històries sobre el Coco que s'explica a Espanya i Portugal als nens petits per espantar-los.

## Història

### Origen
El lloc d'origen del coco és un tema discutit: mentre que molts consideren que prové d'Àsia del Sud, concretament del delta del Ganges, altres diuen que prové del nord-oest d'Amèrica del Sud. Alguns registres fòssils trobats Nova Zelanda indiquen que algunes plantes similars, més petites, van créixer allí almenys fa 15 milions d'anys. També n'hi ha fòssils més antics descoberts a Kerala, Rayastán, Thennai a Tamil Nadu a la vora de Palar, Then-pennai, Thamirabharani, el riu Kaveri i vessants a la frontera de Kerala, Konaseema-Andharapradesh, Maharashtra (tot això a l'Índia), tot i que els més antics coneguts provenen de Khulna, a Bangladesh.
Els cocos són esmentats en el poema Mahawamsa de Sri Lanka del segle II a l'I aC. El posterior Culawamasa diu que el rei Aggabodhi I (575-608) plantà un jardí de cocoters de 3 ioyanas (uns 25 km) de longitud, probablement la primera plantació de cocos registrada.

## Varietats
Propi de les illes de clima tropical i subtropical de l'oceà Pacífic, el seu conreu s'ha estès per Centreamèrica, el Carib i l'Àfrica tropical. Els tipus de cocoters es classifiquen en gegants, nans i híbrids i, dins de cada grup, n'hi ha un gran nombre de varietats.
- Gegants: s'empren per a la producció d'oli i els fruits per a consum fresc. El seu contingut d'aigua és elevat i el sabor poc dolç. Entre els avantatges destaquen la grandària del fruit i el contingut elevat de copra. Les varietats gegants més conreades són: gegant de Malàisia, gegant de Renell, de Tahití, gegant de l'Oest Africà de Costa d'Ivori, Alt de Jamaica, Alt de Panamà, Indi de Sri Lanka, Java Alta, Laguna, Alt de Sudan, etc.

- Nans: les varietats més conreades són groc de Malàisia (AAM), verd de Brasil (AVEB) de Rio Grande do Norte, i taronja Nana de l'Índia. A causa del bon sabor de l'aigua i la petita grandària d'aquests cocos, s'empren fonamentalment per a la producció de begudes envasades. La copra n'és de mala qualitat.

- Híbrids: producte de l'encreuament entre les anteriors varietats. Són fruits de grandària mitjana o gran, bon sabor i bon rendiment de copra. L'híbrid més conreat és MAPAN VIC 14; un encreuament entre nan de Malàisia i alt de Panamà i Colòmbia, específicament Sabaneta.

## Reproducció

### Collita
La collita del coco varia segons el tipus de producció, sobretot de febrer a juliol. Si es comercialitza com a fruita fresca o es destina a la indústria amb finalitats d'envasar-ne l'aigua, la collita s'efectua quan el coco té entre 5 i 6 mesos. En aquesta època el contingut de sucre i aigua és molt elevat i el sabor és més intens. De tota manera, el coco sec o coco madur té una capacitat de gran durada sense necessitat de cap mena de refrigeració, a diferència dels cocos frescos, que duren diversos dies (o un mes), abans de madurar o fer-se secs.
Si es destina a la producció de coco ratllat, deshidratat o per a l'extracció d'oli, la collita es realitza quan els cocos cauen a terra o quan un dels cocos d'un manat està sec. El coco ratllat és utilitzat com a decoració o ingredient de pastissos. Aquests cocos secs romanen a la planta durant 13 mesos.

### Producció mundial
Indonèsia liderà la producció mundial de cocos l'any 2012, seguida de les Filipines, l'Índia i Brasil.
| Llista dels 12 principals productors de coco l'any 2012 | Llista dels 12 principals productors de coco l'any 2012 | Llista dels 12 principals productors de coco l'any 2012 | Llista dels 12 principals productors de coco l'any 2012 | Llista dels 12 principals productors de coco l'any 2012 |
| País | Tones                                                   | Nota al peu                                             |                                                         |                                                         |
| --- | ------------------------------------------------------- | ------------------------------------------------------- | ------------------------------------------------------- | ------------------------------------------------------- |
| Indonèsia | 18 000 000                                              | F                                                       |                                                         |                                                         |
| Filipines | 15 862 386                                              |                                                         |                                                         |                                                         |
| Índia | 10 560 000                                              |                                                         |                                                         |                                                         |
| Brasil | 2 888 532                                               |                                                         |                                                         |                                                         |
| Sri Lanka | 2 000 000                                               | F                                                       |                                                         |                                                         |
| Vietnam | 1 250 000                                               | F                                                       |                                                         |                                                         |
| Tailàndia | 1 100 000                                               | F                                                       |                                                         |                                                         |
| Mèxic | 1 050 000                                               | F                                                       |                                                         |                                                         |
| Papua Nova Guinea | 900 000                                                 | F                                                       |                                                         |                                                         |
| Malàisia | 585 000                                                 | F                                                       |                                                         |                                                         |
| Plantilla:BIR | 430 000                                                 | F                                                       |                                                         |                                                         |
| Plantilla:Country data Mundo | 59 983 908                                              | A                                                       |                                                         |                                                         |
| Sense lletra = dato oficial, P = dato oficial, F = estimació FAO, * = Inoficial, semioficial, C = dada calculada, A = Agregatdo (pot incloure oficials, semi-oficials o aproximacions), Source: Food And Agricultural Organization of United Nations: Economic And Social Department: The Statistical Devision Cocoteros S.A |                                                         |                                                         |                                                         |                                                         |

## Alimentació

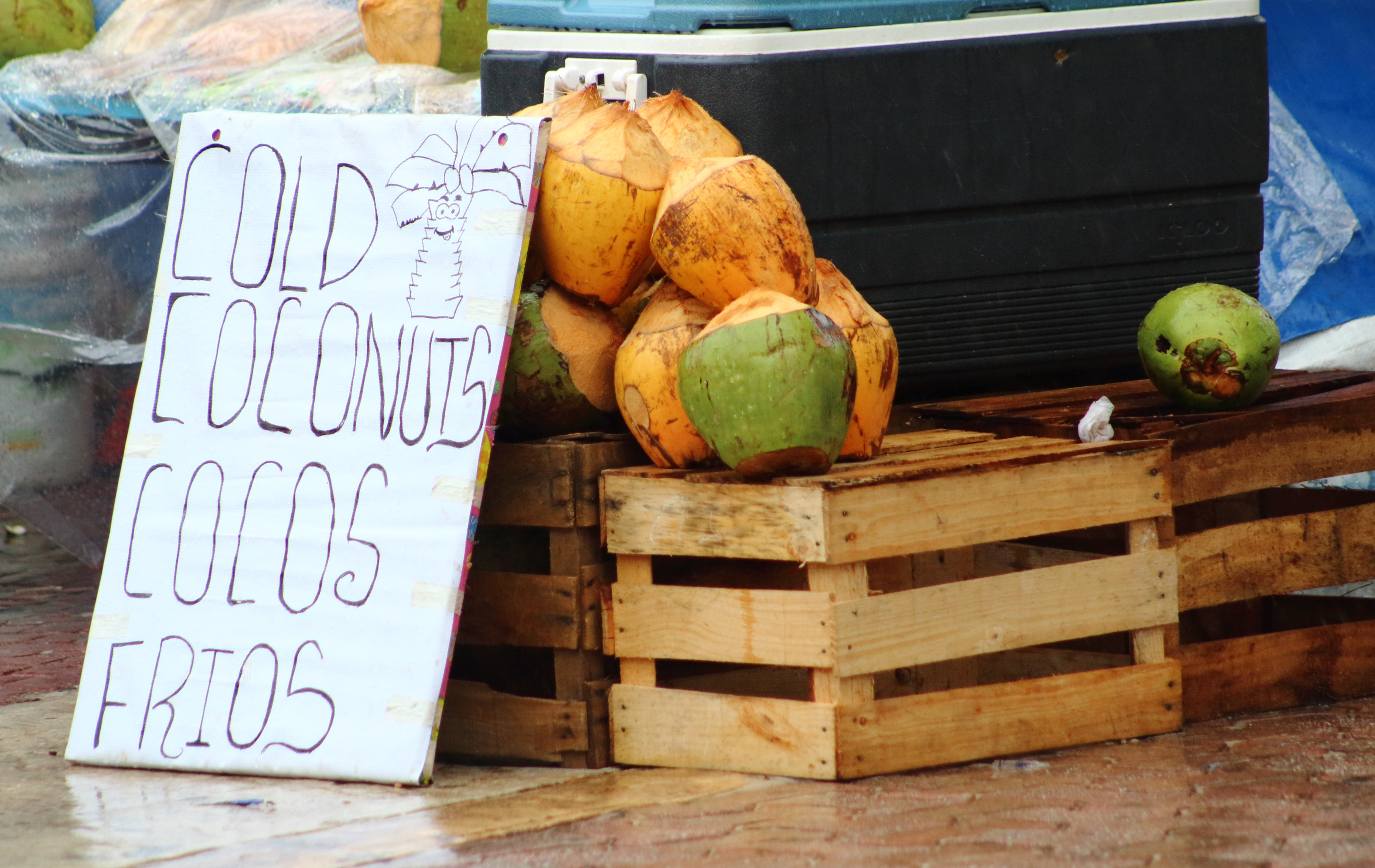
Venda de coco a Quintana Roo

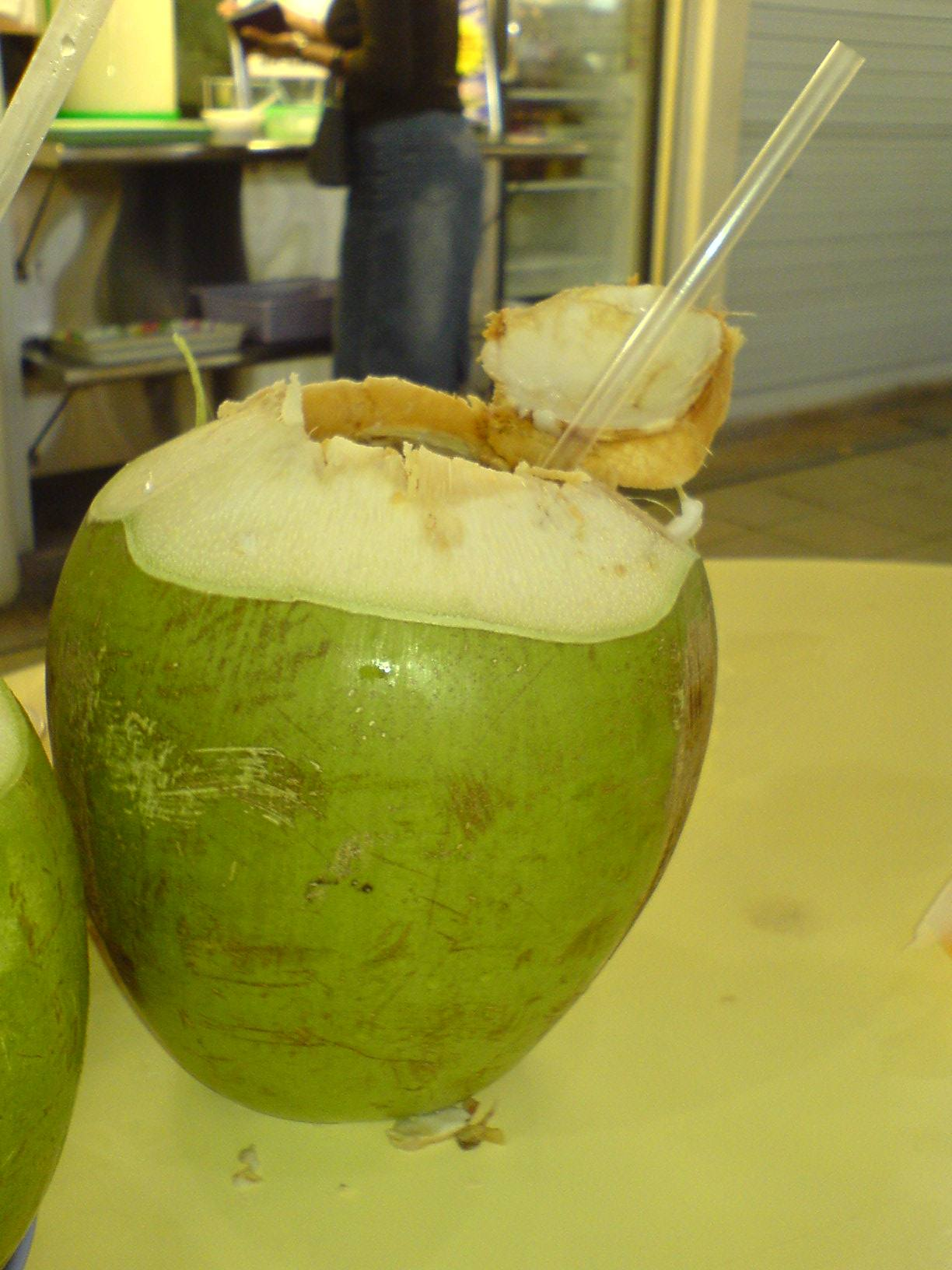
Un coco usat com a recipient per a begudes

Per trobar un coco en el punt òptim de consum, se n'ha de percebre clarament l'aroma característica. Si no se sent el típic soroll d'aigua a l'interior en agitar-lo, és perquè el coco està més que sec, passat de madur o sec, poc útil, només serveix com a llavor de cocoter. En aquestes condicions la polpa sol ser rància. El coco es conserva dos mesos. Després d'obert, s'ha de consumir en el mateix dia o guardar-se en un recipient tapat amb aigua, no més de cinc dies. El coco ratllat (no processat industrialment) es conserva dos dies en un recipient tancat.

### Preparació
- El coco es ven pelat als mercats.
- Es pot verificar que conté aigua agitant-lo.
- Per extreure l'aigua, cal localitzar els tres "ulls" que es fan per facilitar el consum; el més gran és suau i fàcil de perforar amb la punta d'un ganivet o qualsevol objecte punxegut, com un llevataps.
- S'hi encaixa la punta i es gira; compte de subjectar bé el coco i no fer moviments bruscs, no s'hi requereix força.
- Cal buidar l'aigua en un recipient, que és potable i de sabor dolç.
- Per treure'n la polpa, un mètode senzill és embolicar el coco en un drap de cuina o en un tovalló de tela més o menys gruixuda, de manera que es pugui martellejar o llançar contra el pis sense que els fragments es dispersin per tot el terra.
- Si el coco és molt tendre, algunes persones recomanen ficar-lo al forn per uns 15 minuts a 200°C, fins que s'escolti un soroll. Això fa que la polpa se'n desprengui amb facilitat.

Si el coco no és molt sec, la pell fina marró que recobreix la polpa és suau i es pot menjar. El coco conté greix i resulta una mica indigest si se n'abusa, tant el de la polpa com el de la llet i l'aigua.
Polpa madura
Es pot consumir crua, sencera o ratllada; o bé rostida, formant part de diverses preparacions culinàries.
Polpa gelatinosa: s'obté dels cocos encara verds. Es menja amb una cullera, una vegada obert el coco. Conté els mateixos nutrients que el coco madur, però en menor concentració.
Aigua de coco
L'aigua de coco es pot trobar dins d'un coco fresc (verd) o, en menor mesura, dins d'un de madur (marró). Té un sabor més característic que la llet de coco. D'un coco verd es poden extreure entre 250 i 500 mil·lilitres d'aigua de coco.
Llet de coco
La llet s'obté esprement la polpa del coco una vegada triturada. Se li pot agregar aigua o llet i es pren com a refresc o s'afegeix a batuts de fruites o altres plats. El coco constitueix un ingredient bàsic en la cuina exòtica i en el curri asiàtic, suavitza el sabor del vitet.
Llard de coco
Molt valuós en les cuines orientals, es coneix també com a santen o santan.
Oli de coco
S'extreu de la copra o polpa seca de coco; s'utilitza en l'elaboració d'alguns productes de rebosteria industrial envasada i aperitius, pel seu baix cost i bon resultat.
Arròs amb coco
Es pren la polpa de coco i es ratlla o es liqua amb una mica d'aigua. Després es premsa per obtenir la llet de coco i es cola. Es rebutja el bagàs i la llet es posa a cuinar a foc alt fins que en surti l'oli. A aquest oli se li agrega 1,5 mesures d'aigua per mesura d'arròs i sal al gust. Es posa a cuinar a foc alt fins que l'aigua s'eixugui. Posteriorment es tapa i es baixa el foc al mínim durant mitja hora.
Tuba (beguda)
Beguda alcohòlica.
Coco ratllat
S'asseca i es ratlla i se salpebra per damunt en pastisseria.

### Propietats nutritives
| Composició per 100 g de porció comestible | Composició per 100 g de porció comestible |
| ----------------------------------------- | ----------------------------------------- |
| Calories                                  | 351                                       |
| Grasses (g)                               | 36                                        |
| Hidrats de carboni (g)                    | 3,7                                       |
| Fibra (g)                                 | 10,5                                      |
| Potassi (mg)                              | 405                                       |
| Magnesi (mg)                              | 52                                        |
| Vitamina I (mg)                           | 0,7                                       |
| Vitamina C (mg)                           | 2                                         |
| Àcid fólico (mcg)                         | 26                                        |
| mcg = micrograms                          |                                           |

La composició del coco varia a mesura que madura. El greix en constitueix el principal component després de l'aigua, i és ric en àcids grassos saturats (88,6% del total), per la qual cosa el seu valor calòric serà sempre més alt si el comparem amb la majoria de fruites. Aporta una baixa quantitat d'hidrats de carboni i menor encara de proteïnes. Així mateix, el coco és ric en sals minerals que participen en la mineralització dels ossos (magnesi, fòsfor, calci) i en potassi. Quant a altres nutrients, destaca la seva aportació de fibra, que millora el trànsit intestinal i contribueix a reduir el risc de certes alteracions i malalties. El magnesi es relaciona amb el funcionament de l'intestí, nervis i músculs, forma part d'ossos i dents, millora la immunitat i té un suau efecte laxant. El fòsfor participa en el metabolisme energètic. El potassi és necessari per a la transmissió i generació de l'impuls nerviós, per a l'activitat muscular normal i intervé en l'equilibri d'aigua dins i fora de la cèl·lula. Destaca a més el seu contingut de vitamina E, d'acció antioxidant, i de certes vitamines hidrosolubles del grup B, necessàries per al bon funcionament de l'organisme.
El coco és un fruit molt aromàtic i de sabor intens i agradable. Tenint en compte les propietats nutritives, el seu consum ocasional i en quantitats moderades, es considera adequat per a tots els segments de la població sana: nens, joves, adults, esportistes, dones embarassades, mares lactants i gent gran.
La fibra de coco és soluble, prevé o millora el restrenyiment, contribueix a reduir les taxes de colesterol en sang i al bon control de la glucèmia (nivells de sucre en la sang) en persones amb diabetis. Pel seu alt valor energètic, les persones que pateixen excés de pes han de moderar-ne el consum i, per la seva elevada aportació de potassi, no s'aconsella a qui pateix d'insuficiència renal i requereixen d'una dieta controlada. D'altra banda, qui pren diürètics i les persones amb bulímia se'n beneficiaran del consum, ja que en el coco abunda aquest mineral.
L'aigua de coco és considerada una beguda isotònica natural, molt apreciada als països tropicals, on es pren extraient-la directament del fruit.
L'oli s'obté de la copra del fruit, sec i reduït a trossos. El greix de copra conté un 65% d'oli. Per saponificació i hidrogenació s'obté llard i oli de coco (greixos hidrogenats i saturats).

## Altres usos
Aplicacions del coco:

Secció d'un coco madur

- Indústria: la copra s'usa com a matèria primera per a l'extracció d'oli d'ús alimentari i en productes d'higiene corporal i cosmètics. L'os que cobreix la copra s'empra per a produir carbó i carbó activat, o com a combustible per a calderes.
- Ramaderia: la farina de coco és un subproducte de l'extracció de l'oli i s'usa com a aliment per al bestiar. Les fulles s'empren com a farratge per al bestiar boví en èpoques d'escassetat.
- Agricultura: la pols de l'estopa s'usa en sòls sorrencs, ja que millora la retenció d'aigua i la textura de la terra. A més, els productes residuals de l'extracció de l'oli s'utilitzen per a preparar adobs orgànics. La fibra de coco pot usar-se com a substrat hortícola alternatiu en el cultiu sense sòl.
- Construcció: la fusta s'empra per a la fabricació de cases, ponts i granges i les palmes, en sostres. Amb l'escorça també s'elaboren mobles.
- Artesania: les fulles del cocoter s'usen per a fer cistelles, barrets, catifes, etc. La petxina s'empra per fabricar botons, culleres, adorns, etc. La fibra, resistent a l'aigua de mar, s'utilitza per a cables i aparells de naus, mantes i bosses o fins i tot per a escombres i raspalls.
- Medicina: per la seva potencial acció antisèptica i diürètica, en molts països tropicals s'empra com a remei popular contra l'asma, la bronquitis, contusions, cremades, restrenyiment, disenteria, tos, febre, grip, etc.[7]
- Ecologia: la presència d'aquests arbres contribueix a la regulació del microclima i a la protecció dels sòls.
- Estètica: els cocoters solen ser en els paisatges costaners i embelleixen les platges.
- Jardineria: es donen als carrers o com a plantes d'interior; també amb la fusta del tronc es fan tests.